# Kasha Jacqueline Nabagesera
Kasha Jacqueline Nabagesera, née en 1980, est une militante lesbienne ougandaise, fondatrice et ancienne directrice exécutive de Freedom and Roam Uganda, principale organisation lesbienne, bisexuelle, trans et intersexe en Ouganda.

## Activité militante

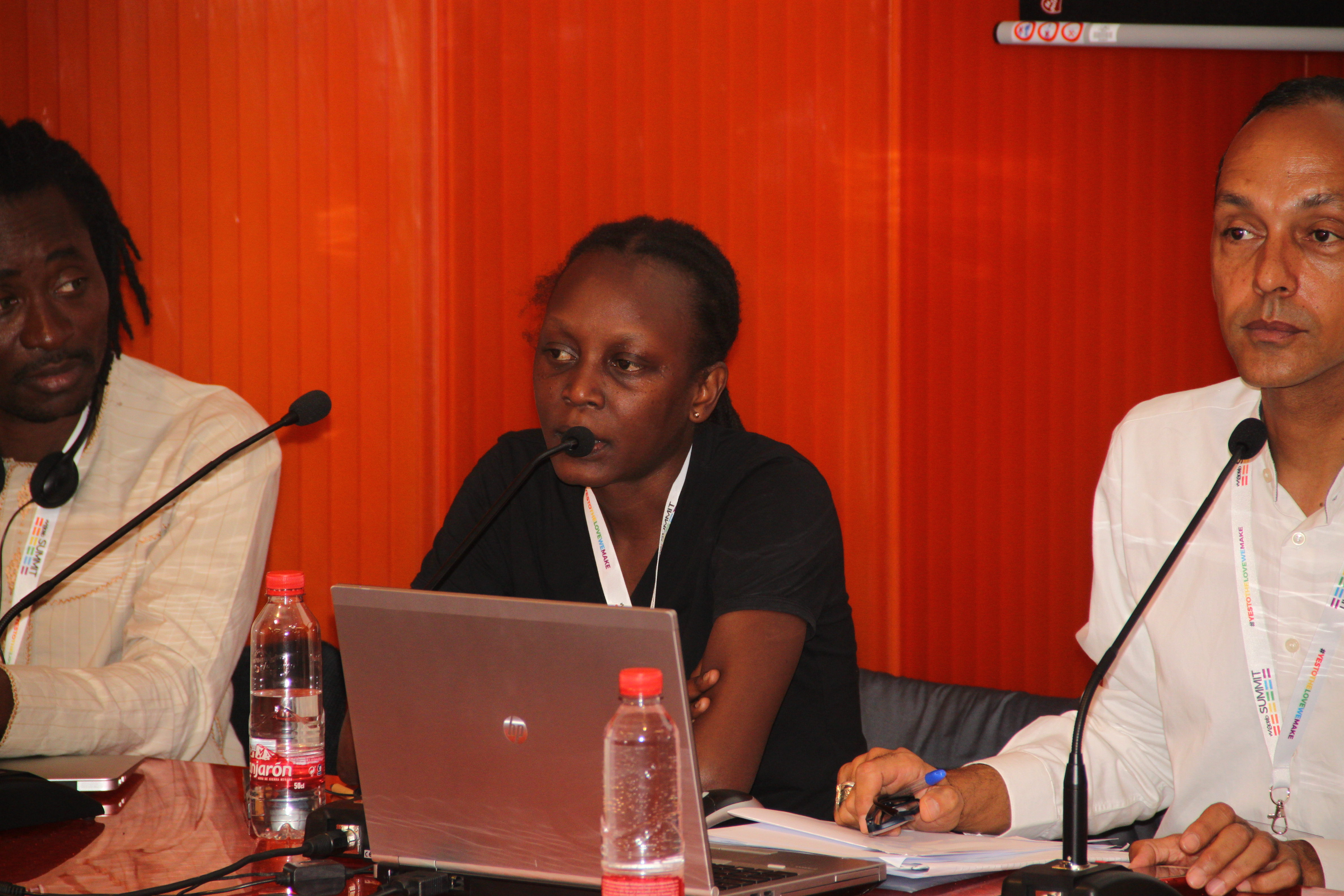
Kasha Jacqueline Nabagesera lors d'une conférence sur « African view of LGBT issues » à la Madrid World Pride en 2017.

À travers son organisation Freedom and Roam Uganda, elle lutte pour les droits des lesbiennes, gays, bisexuels et transgenres en Ouganda, pays où règne un profond climat d'homophobie. 
En octobre 2010, le journal ougandais Rolling Stone (en) publie une liste de 100 personnes présumées LGBT avec leurs photos et leurs adresses. Cette liste est accompagnée d'un appel à les pendre. Kasha Jacqueline Nabagesera fait partie de cette liste. Avec les militants ougandais Pepe Onziema et David Kato Kisule, elle décide de saisir la justice. En janvier 2011, la justice interdit au journal de publier les identités et les adresses de personnes homosexuelles et le condamne à verser des indemnités aux personnes discriminées. Le 26 janvier 2011, David Kato Kisule est assassiné.

## Proposition de loiAnti-Homosexuality Bill
Sur le plan politique, le parlementaire ougandais David Bahati dépose en 2009, une proposition de loi renommée Anti-Homosexuality Bill. Cette loi vise à la pénalisation de la promotion de l'homosexualité, c'est-à-dire, à l'interdiction d'association et de réunion sur le sujet. Elle prévoit également la peine de mort pour homosexualité aggravée ou pour les homosexuels porteurs du VIH. Sans cette loi, l'homosexualité est déjà considérée comme une activité criminelle passible de la prison à perpétuité de par l'article 145 du code pénal, hérité du système juridique mis en place par l'empire britannique sous la colonisation,. Face à la pression internationale et au travail de l'organisation Freedom and Roam Uganda, la discussion du projet de loi a été mis en suspens et maintes fois reportée. Le projet est adopté par le parlement le 20 décembre 2013, ratifié par le président Yoweri Museveni, mais abrogé par la cour constitutionnelle de l'Ouganda pour vice de procédure. 
En août 2011, Kasha Jacqueline Nabagesera, avec Freedom and Roam Uganda, lance une campagne pour contrer l'Anti-Homosexuality Bill. Cette campagne anti-homophobie vise à éduquer le grand public sur l'existence, la tolérance et la compréhension de la sexualité et des questions d’orientation sexuelle.

## Récompenses
Au début de l'année 2011, l'ONG Woman Deliver la considère comme une des 100 personnes qui ont le plus contribué à améliorer la vie des femmes et des filles dans le monde. Ce classement a été publié le 8 mars 2011. L'objectif de Woman Deliver est de diminuer la mortalité des femmes lors de l'accouchement. L'ONG lui rend hommage en ces termes : 

« Dans un pays où faire son coming-out implique de mettre sa vie en danger, Kasha Jacqueline s’est imposée comme une lesbienne fière et une militante des droits LGBT […]. Elle a fait l’objet de menaces répétées mais n’a jamais cédé, luttant contre l’Anti-Homosexuality Bill, qui punirait l’homosexualité de la peine de mort. Pour son courage inimaginable malgré la diffamation, les menaces de mort et l’oppression incessante, nous rendons hommage à cette véritable héroïne qu’est Kasha Jacqueline. »

Le 3 mai 2011, elle reçoit également le prix Martin Ennals, sorte de prix Nobel des Droits de l'Homme, pour « son travail sur les droits des LGBT et des personnes marginalisées en Ouganda ». Le président du jury, Hans Thoolen, décrit la lauréate comme « une femme exceptionnelle d’un courage rare, qui au péril de sa vie se bat pour la dignité humaine et les droits de la communauté homosexuelle et les personnes marginalisées en Afrique ».
En octobre 2015, elle reçoit le prix Nobel alternatif (Right Livelihood Award) « pour son courage et sa persévérance, en dépit de la violence et l’intimidation, à assurer le droit des personnes LGBTI à une vie exempte de préjugés et de persécutions ».
Sous la pression du révérend Simon Lokodo, ministre de l'Éthique et de l’Intégrité, et après un échange houleux entre lui et Kasha Jacqueline Nabagesera, la marche des fiertés d'août 2017 est annulée en Ouganda.